# Franska
Franska (franska: français) är ett av de romanska språken och räknas som ett världsspråk. Det talas av omkring 80 miljoner människor (2016)  som modersmål och tillsammans med andraspråkstalare av omkring 274 miljoner. Det är efter engelska det mest studerade språket i världen och sammanlagt har upp emot 600 miljoner betydande kunskap i franska. Det är officiellt eller administrativt språk i ett flertal internationella organisationer, kommittéer och föreningar som Europeiska unionen (där det är ett av tre arbetsspråk), Internationella olympiska kommittén, Förenta nationerna, Afrikanska unionen, Världspostföreningen, Världshandelsorganisationen, FINA, FIA, World Anti-Doping Agency, Internationella domstolen i Haag, Internationella byrån för mått och vikt, Europeiska radio- och TV-unionen, Interpol, med flera.
Franska är officiellt språk i 29 länder. Organisation internationale de la Francophonie, (OIF), är en internationell organisation bestående av fransktalande länder och regeringar med 53 medlemsländer.

## Historik

### Den romerska invasionen av Gallien
Franska härstammar, som alla romanska språk, från latin. Före den romerska invasionen 58-52 f Kr bodde framför allt ett keltiskt folkslag i det som idag är Frankrike, ett folkslag som romarna kallade galler. Andra folkslag i området var iberer i söder mot dagens Spanien, ligurer vid medelhavskusten och mindre grekiska och feniciska grupper.
Det finns knappt 200 ord av keltiskt ursprung i modern franska. De flesta är ortnamn, namn på växter och ord som har med lantliv att göra. Latin blev snabbt lingua franca i den galliska regionen för handel, diplomati och undervisning. Det latinska talspråk, förr kallat vulgärlatin, som utvecklades till modern franska har inte särskilt mycket gemensamt med det bildade prosalatin som till exempel Ciceros verk är skrivna på.

### Frankerna
Från och med 200-talet blev Västeuropa i flera omgångar invaderat av germanska stammar från öst, varav några bosatte sig i Gallien. För utvecklingen av franskan var de viktigaste stammarna frankerna i norra Frankrike, alemannerna på gränsen mot dagens Tyskland, burgunderna i Rhône-dalen samt visigoterna i Akvitanien och Spanien. Dessa folkgruppers germanska språk påverkade det latin som talades i regionerna i fråga om uttal, syntax och ordförråd; 15% av orden i modern franska tros bestå av germanska lånord, bland annat ord för militärtaktiska och sociala begrepp.

### Langue d'oïl
Språkforskare delar upp den medeltida franskan i tre geografiska undergrupper; langue d'oïl och langue d'oc (occitanska) är de största, och frankoprovensalska betraktas som ett mellanting. Frankoprovensalskan uppvisar inte några egentliga särdrag som de två andra varianterna.
Oïl-språk (av ett äldre uttal av franskans oui "ja") är de dialekter i norra Frankrike som blev mest påverkade av frankiska invasioner. Till dessa hör bland andra pikardiska, vallonska, francien (som talades i Paris-området) och normandiska. Sedan den frankiske kungen Klodvig I hade döpts cirka 496 stärkte frankerna sin makt över det mesta av norra Gallien och det franska språket utvecklades som en fusion av dessa dialekter. Den variant som talades i England till följd av Vilhelm erövrarens invasion 1066 kallas anglo-normandiska: många franska lånord i engelskan innehåller dialektala egenheter.
Den norra franskan med sin främsta företrädare francien är det romanska språk som fjärmat sig mest från moderspråket latinet vad gäller ljud- och formlära.
Langue d'oc (numera oftast occitanska, av det alternativa uttalet oc av franskans "ja") är en dialekt (se ibero-romanska språk) i södra Frankrike och norra Spanien som höll sig trognare till det latinska ursprunget och inkluderar dialekter som gascognska och provensalska.
Sedan 1982 bedrivs undervisning i occitanska i ungdomsskolan, men språket talas inte i någon större utsträckning. I vissa städer i södra Frankrike kan man dock se occitanska gatunamn bredvid de franska.

### Andra språkinfluenser
Från 400- till 700-talet flyttade stora mängder keltisktalande människor på grund av de anglosaxiska invasionerna av England över Engelska kanalen till områden i dagens Bretagne. Även om det inte rörde sig om ett språk som direkt härstammar från förromersk galliska så tillhör det den keltiska språkgruppen (se bretonska).
Nordiska vikingar invaderade Frankrike på 800-talet och etablerade en maktsfär i vad som kom att kallas Normandie. Språkligt assimilerades dessa skandinaver helt och hållet av den langue d'oïl-dialekt som fanns i området med undantag för enstaka ord för bland annat sjöfart. Den normandiska invasionen av England under Vilhelm Erövraren 1066 ledde till att en speciell anglo-normandisk dialekt utvecklades som försvann vid mitten av 1300-talet, då engelskan tog över som språk även inom den merkantila överklassen och aristokratin. Även om den normandiska invasionen inte hade en särskilt stor påverkan på det franska språket så hade den desto större påverkan på engelskan. Upp till två tredjedelar av det sammanlagda engelska ordförrådet uppskattas ha kommit via franskan.
Arabiska bidrog med ord för lyxvaror, kryddor och andra  handelsvaror samt termer inom naturvetenskap och matematik.

### Från l'ancien français till modern franska
Språket som användes under perioden från 842 då Strassburgerederna, det äldsta belägget för franska i skrift, nedtecknades till cirka 1300 brukar benämnas fornfranska (ancien français). Under denna tid skrevs många kända chanson de geste, trubadurdikter som berättar om Karl den stores stordåd och deltagarna i korstågen. Under denna tid var Paris en centralort på grund av geografiska och ekonomiska faktorer, vilket ledde till att franskan i Paris-området, francien, så småningom blev det som kallas för franska.

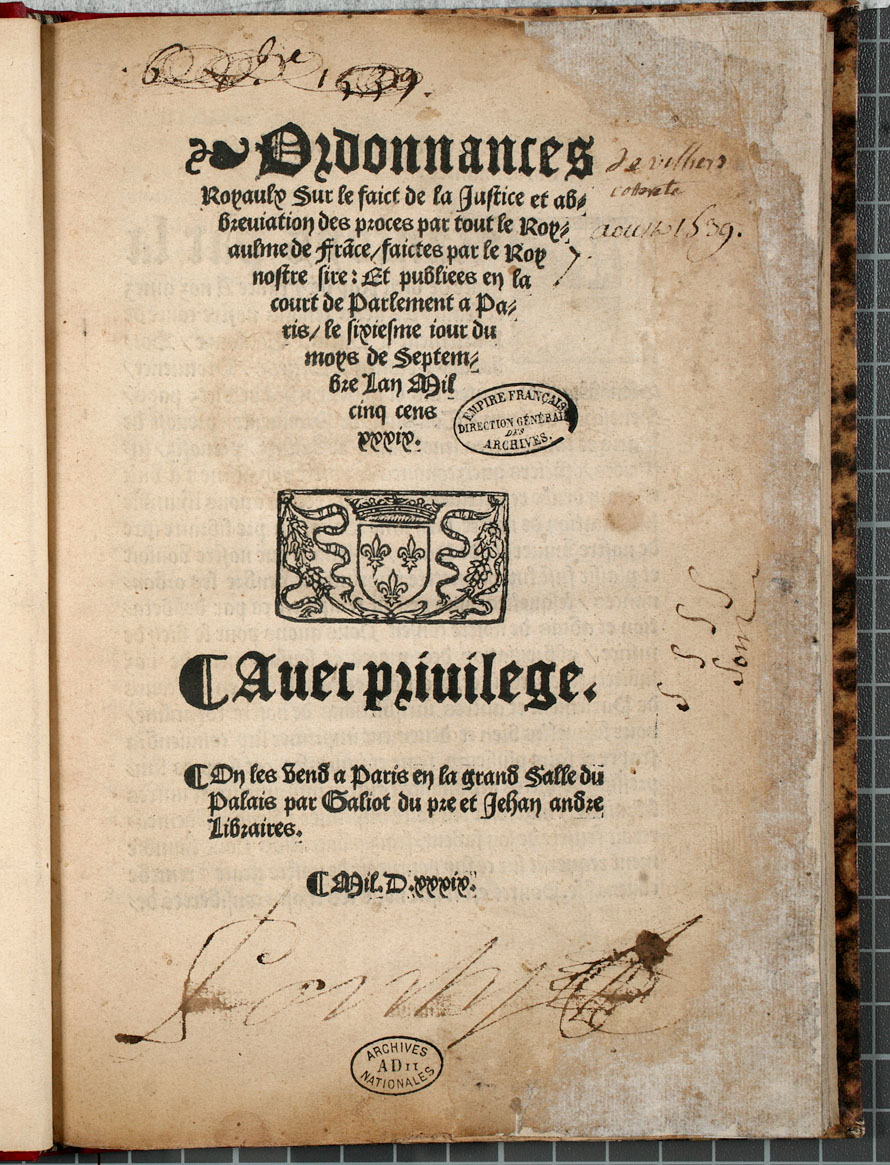
Genom ett kungligt påbud från 1539 blev franska officiellt språk i Frankrike

Den följande perioden förlorade franskan sitt kasussystem och brukar benämnas medelfranska (moyen français). Det är en mellanperiod då gamla former står sida vid sida med nya. Litteraturen under denna period består mestadels av översättningar av antika verk. 1539 utfärdade Frans I ett påbud (Ordonnance de Villers-Cotterêts) om att franskan skulle ersätta latinet som officiellt administrativt språk och att den skulle användas vid kungens hov. De flesta böjningar förenklas avsevärt. En reducering av slutkonsonanter framför ord som började på konsonant skedde och stavningen blev mer etymologisk och mindre uttalsenlig. En omfattande utvidgning av ordförrådet genom nybildning och lån skedde.
En reaktion mot detta kom på 1600-talet och ledde till det som brukar kallas klassisk franska (français classique) då man gjorde stora ansträngningar att rensa ordförrådet från obegripliga termer och formulera enhetliga regler för grammatiken. Denna epok präglas av en stor normativitet; franskan blir en statsangelägenhet och sociala och dialektala varianter stigmatiseras. Många språkforskare brukar benämna allt från 1600-talet och framåt modern franska (français moderne). Texter från detta sekel (till exempel pjäser av Corneille och Racine) är relativt lättlästa, eftersom synonymer och varianter lyser med sin frånvaro.[källa behövs]
1634 grundades myndigheten Franska Akademien (Académie française) av Richelieu med uppdraget att bevara och rena franskan från yttre påverkan. Akademien finns kvar och består av 40 medlemmar som väljs på heltid och ägnar sig åt att övervaka språket och anpassa eventuella lånord för att bättre passa den franska språkbilden.
Från 1600- till 1800-talet dominerade franskan som ett lingua franca i Europa inom konst, litteratur och diplomati. Fredrik II av Preussen och Katarina den stora av Ryssland är exempel på regenter som inte bara behärskade franska i skrift och tal, utan som i Fredrik II:s fall även ansåg den vara klart överlägset sitt hemlands tyska. Med de franska kolonialväldena spreds franskan till alla världsdelar och fick fäste i framför allt Afrika, Québec och Västindien.
Tack vare ansträngningar från akademien, utbildningssystemet, stark statlig kontroll och medias påverkan har ett officiellt franskt språk vuxit fram. Fortfarande finns dock stora variationer i fråga om dialekter med avvikande uttal och ordförråd. Som i många andra språk har den dialekt som talas i huvudstaden (i det här fallet Paris), blivit det som i internationella sammanhang betraktas som "äkta" franska.[källa behövs]

### Dagens situation
En debatt pågår i dagens Frankrike om att bevara det franska språket från engelskans inflytande (franglais) genom media, näringsliv och en ökande globalisering. Lagar har införts som kräver att samtliga tryckta annonser, i press och på affischtavlor, ska innehålla franska översättningar av uttryck på främmande språk och en kvotering av franskt sångmaterial (minst 40%) på radio. Påtryckningar av varierande intensitet finns också från regionala intressegrupper för att med offentligt stöd arbeta för att bevara dialektal variation.

## Geografisk fördelning

Karta över den franskspråkiga världen

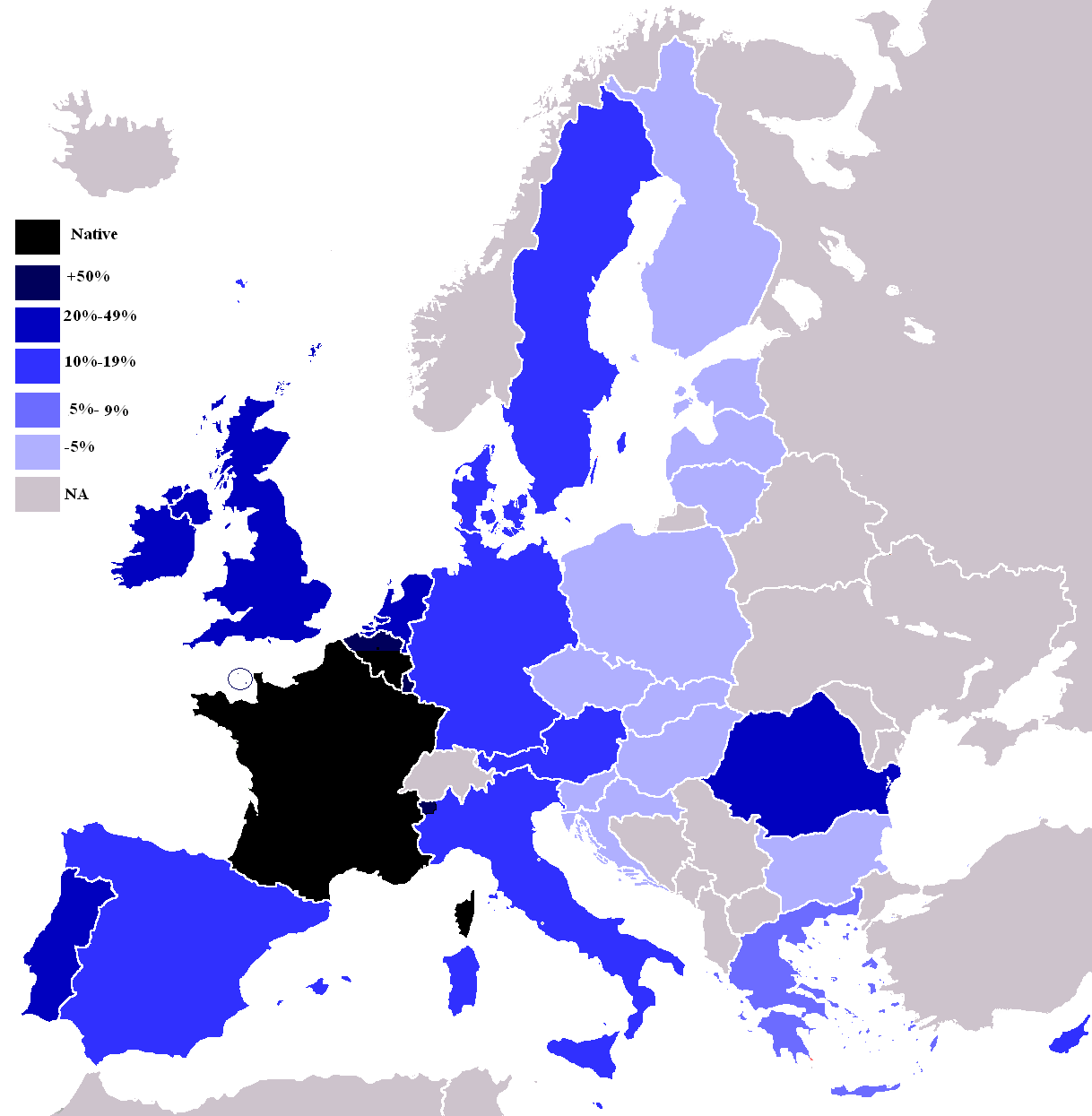
Franskkunskaperna i Europeiska unionen med kandidatländer

Franska i Afrika

Franska är officiellt språk i följande länder och territorier: 
| land                         | infödda talare | befolkning  |
|                              |                | (juli 2003) |
| ---------------------------- | -------------- | ----------- |
| Frankrike                    | 51 949 900     | 60 180 600  |
| Kongo-Kinshasa               | 702 400        | 55 225 478  |
| Libanon                      | 1 500 000      | 3 826 018   |
| Kanada                       | 7 535 600      | 32 207 000  |
| Elfenbenskusten              | 1 614 500      | 16 962 500  |
| Kamerun                      | 643 900        | 15 746 200  |
| Burkina Faso                 | 140 300        | 13 228 500  |
| Mali                         | 140 800        | 11 626 300  |
| Senegal                      | 88 100         | 10 580 400  |
| Belgien                      | 3 807 000      | 10 290 000  |
| Rwanda                       | 153 600        | 7 810 100   |
| Haiti                        | 141 200        | 7 527 800   |
| Schweiz                      | 1 515 700      | 7 318 638   |
| Burundi                      | 63 900         | 6 096 156   |
| Togo                         | 141 500        | 5 429 300   |
| Centralafrikanska republiken | 36 700         | 3 683 600   |
| Kongo-Brazzaville            | 267 300        | 2 954 300   |
| Gabon                        | 109 200        | 1 321 500   |
| Komorerna                    | 15 300         | 632 948     |
| Djibouti                     | 11 400         | 457 130     |
| Luxemburg                    | 21 600         | 454 157     |
| Guadeloupe                   | 110 400        | 442 200     |
| Martinique                   | 144 600        | 390 200     |
| Vanuatu                      | 2 900          | 200 000     |
| Benin                        | 191 200        | 7 862 944   |
| Guinea                       | 178 700        | 9 690 222   |
| Réunion                      | 170 600        | 787 584     |
| Franska Polynesien           | 142 900        | 274 578     |
| Nya Kaledonien               | 127 800        | 219 246     |
| Niger                        | 85 400         | 12 525 094  |
| Tchad                        | 85 400         | 9 944 201   |
| Franska Guyana               | 39 900         | 199 509     |
| Mauretanien                  | 21 000         | 3 177 388   |
| Monaco                       | 15 400         | 32 543      |
| Mayotte                      | 14 900         | 201 234     |
| Saint-Pierre och Miquelon    | 6 700          | 7 026       |
| Saint-Martin                 | 3 500          | 35 000      |
| Saint-Barthélemy             | 3 200          | 7 000       |
| Wallis- och Futunaöarna      | 1 300          | 16 025      |
| Ekvatorialguinea             | 200            | 540 109     |
| Seychellerna                 | 1 500          | 80 469      |
| Madagaskar                   | -              | 16 979 900  |

Även om den inte har officiell status, talas franskan som andraspråk av stora delar av befolkningen i följande länder (där dess status ibland refereras till som "halvofficiell"):
| land      | befolkning  |
|           | (juli 2003) |
| --------- | ----------- |
| Algeriet  | 32 810 500  |
| Marocko   | 31 689 600  |
| Mauritius | 1 210 500   |
| Tunisien  | 9 924 800   |

Det finns också fransktalande grupper i Guinea-Bissau, Kambodja, Egypten, Indien (Pondicherry), Italien (Aostadalen), Laos, Storbritannien (Kanalöarna) och Israel (judar med rötterna i Nordafrika), samt mer än en och en halv miljon i USA (mestadels i Louisiana och New England) och Vietnam.
Franska hävdas vara det snabbast växande språket i världen just nu med en ökning av talare med 25% sedan 2010, detta då framförallt länderna söder om Sahara i Afrika i en allt större grad börjat tala franska då skolorna i dessa länder till större delen bedriver sin utbildning på franska.

### Officiell status i Frankrike
Fransk lag kräver att franska används i offentliga publikationer, inom skolväsendet (även om detta ofta ignoreras) och i kontrakt. Trots en åsikt ofta hållen för sanning i amerikanska och brittiska massmedia, förbjuder inte Frankrike användandet av utländska ord på webbplatser eller privattryck. Däremot tvingas statliga myndigheter att använda den franska motsvarigheten till ett utländskt ord i publikationer och offentliga handlingar om ett sådant finns. Myten kan ha uppstått efter att ett förbud liknande detta skapades i den kanadensiska provinsen Québec, där en lag som infördes 1977 för att skydda franskans ställning från 1977 föreskrev att endast franska skulle användas på skyltar. Denna lag mildrades 1993.

### Officiell status i Kanada
Cirka 9% av alla fransktalande bor i Kanada och franska är jämte engelskan ett av landets två officiella språk. Den federala regeringen är enligt lag bunden att upprätthålla samhällsservice på både franska och engelska, parlamentsförhandlingar måste publiceras på bägge språken och samtliga marknadsprodukter måste ha tvåspråkig märkning. Runt 22 % av alla kanadensare talar franska som förstaspråk.
Franska är det enda officiella språket i Québec. Mellan 1977 och 1993 upprätthöll provinsen stränga lagar mot skyltar på offentlig plats på andra språk än franska. Många av dessa bestämmelser har under årens lopp ogiltigförklarats som stridande mot konstitutionen, inklusive upprätthållandet av förbud mot andra språk än franska på kommersiell skyltning, rättsprocesser och debatter i lagstiftande församlingar. 1993 skrevs lagen om så att skyltar på andra språk tilläts så länge franskan behöll en dominerande ställning.
Franska är officiellt språk i New Brunswick, Northwest Territories och Nunavut. I Ontario har franskan inte officiell status, men myndigheterna upprätthåller ändå samhällsservice på franska i 23 utvalda samhällen där många fransktalare bor.
Samtliga provinser gör ansträngningar för att tillgodose sina fransktalande medborgares behov även om kvaliteten varierar kraftigt mellan enskilda provinser.

## Dialekter
- akadiska
- afrikansk franska
- belgisk franska
- kambodjansk franska
- cajun franska
- Québecfranska
- schweizisk franska
- parisiska
- Marseille-franska
- Lyonnais-franska
- Maghreb-franska
- vietnamesisk franska

### Kreolspråk härstammade från franska
- haitisk kreol
- seychelliska
- mauritiska
- antilliska (St. Lucia, Dominica, m.fl.)
- louisianska
- guyanesiska

## Fonologi

### Franskans språkljud
Franskan har 20 till 21 konsonanter och 11 till 16 vokaler beroende på hur man räknar.
Konsonanter
|            | Bilabial | Labio-dental | Labio-palatal | labio-velar | Alveolar | Post-alveolar | Palatal | Velar | Uvular |
| ---------- | -------- | ------------ | ------------- | ----------- | -------- | ------------- | ------- | ----- | ------ |
| Klusiler   | p b      |              |               |             | t d      |               |         | k g   |        |
| Nasaler    | m        |              |               |             | n        |               | ɲ       | ŋ     |        |
| Frikativor |          | f v          |               |             | s z      | ʃ ʒ           |         |       | ʁ      |
| Spiranter  |          |              | ɥ             | w           | l        |               | j       |       |        |

Vokaler
|              | Främre    | Central | Bakre |
| ------------ | --------- | ------- | ----- |
| Sluten       | i y       |         | u     |
| Mellansluten | e ø       | ɘ       | o     |
| Mellanöppen  | ɛ ɛ̃ œ (œ̃) |         | ɔ ɔ̃   |
| Öppen        | a         |         | ɑ ɑ̃   |

### Bokstävernas uttal
Konsonanter
| b   | c       | ç   | ch  | d   | f        | g       | gn      | gu             | h      | j   | k         | l   |
| --- | ------- | --- | --- | --- | -------- | ------- | ------- | -------------- | ------ | --- | --------- | --- |
| /b/ | /k/,/s/ | /s/ | /ʃ/ | /d/ | /f/      | /g/,/ʒ/ | /ɲ/     | /g/,/gw/, /gɥ/ | -, /ʔ/ | /ʒ/ | /k/       | /l/ |
| m   | n       | ng  | p   | q   | qu       | r,rr    | s       | t              | v      | w   | x         | z   |
| /m/ | /n/     | /ŋ/ | /p/ | /k/ | /k/,/kw/ | /ʁ/     | /s/,/z/ | /t/            | /v/    | /v/ | /ks/,/gz/ | /z/ |

Vokaler och halvvokaler
| a        | ai      | ain     | an  | au      | â   | e           | é    | è    | eau | ei       | ein     | en      | eu           |
| -------- | ------- | ------- | --- | ------- | --- | ----------- | ---- | ---- | --- | -------- | ------- | ------- | ------------ |
| /a/,/ɑ/  | /ɛ/,/e/ | /ɛ̃/     | /ɑ̃/ | /o/     | /ɑ/ | /e/,/ɛ/,/ə/ | /e/  | /ɛ/  | /o/ | /ɛ/      | /ɛ̃/     | /ɑ̃/,/ɛ̃/ | /ø/,/œ/, /y/ |
| i        | î       | ï       | in  | o       | ô   | œ, œu       | oi   | oin  | on  | ou       | u       | un      | y            |
| /i/, /j/ | /i/     | /i/,/j/ | /ɛ̃/ | /o/,/ɔ/ | /o/ | /œ/, /ø/    | /wa/ | /wɛ̃/ | /ɔ̃/ | /u/, /w/ | /y/,/ɥ/ | /œ̃/     | /j/,/i/      |

Kommentarer
- c = /s/ före främre vokal, /k/ annars;
- g = /ʒ/ före främre vokal, /g/ annars;
- i = /j/ före vokalljud, /i/ annars;
- ie = /i/ i slutet av ett ord, /jɛ̃/ före n ej följt av vokal, /je/ eller /jɛ/ annars;
- s = /z/ mellan två vokaler, /s/ annars samt när det är dubbeltecknat;
- ti uttalas ibland /sj/ när det följs av annan vokal och inte står först i ordet;
- u = /ɥ/ före vokal, /y/ annars, oftast stumt när det kommer efter g och q och före vokalljud;
- d, s, t, och x i slutet av ord oftast stumma utom vid bindning (då d och t uttalas /t/ och s och x uttalas /z/) och i vissa nylån.

### Stavning och betoning
Franskan har en så kallad djup ortografi, det vill säga att stavningen är inte bara en enkel representation av nutidens uttal, utan den är starkt påverkad av språkets historia. Många ljud går att stava på flera sätt; man kan alltså inte räkna ut ett ords stavning genom att lyssna på uttalet. Däremot kan man oftast räkna ut hur ett ord uttalas om man ser det skrivet, fast reglerna är ganska invecklade. Några saker att lägga märke till:
- Om ett ord slutar på konsonant(er) är denna (dessa) oftast stum(ma).
- Schwa-ljudet /ɘ/, ofta kallat "instabilt e", har en stark tendens att förstummas. I vanligt talspråk brukar man bara uttala det om man annars skulle få konsonantsammanstötningar som vore svåra att uttala. Och ofta uttalar man det fort och otydligt.
- En slutkonsonant som normalt är stum kan ibland ändå uttalas om nästa ord börjar på vokalljud. Fenomenet kallas "bindning" och är mycket vanligare i skriftspråksnära stil (till exempel nyhetsuppläsningar) än i vanligt talspråk.
- Franskan skiljer inte på betonad och obetonad stavelse - alla stavelser i ett ord uttalas ungefär lika starkt, bortsett från dem med instabilt e. I en fras betonar man den sista stavelsen före pausen (eller den näst sista om den sista har instabilt e), och det innebär att om man läser ett ord isolerat kommer förstås sista stavelsen att betonas. Franskan har alltså frasaccent snarare än ordaccent.

### Stavelseräkning i fransk vers
Eftersom franskan inte skiljer mellan betonade och obetonade stavelser kan fransk vers inte använda versfötter på samma sätt som de germanska språken. I stället har man byggt versformerna på antalet stavelser per rad. För att uppfatta musikaliteten i en (äldre) fransk dikt så som den är tänkt måste man därför veta hur stavelser räknas:
1. Kombinationerna /wa/ och /ɥi/ räknas som enstaviga.
2. Man binder (uttalar slutkonsonanter) så ofta som möjligt.
3. Instabilt e uttalas alltid (och gäller då för fullvärdig stavelse) utom när det föregås eller följs av ett annat vokalljud; då är det stumt och räknas inte. Instabilt e i radens sista stavelse uttalas visserligen när man läser dikten, men räknas inte in i versschemat.
Två exempel med numrerade stavelser:
- ur Chanson av Alfred de Musset (1810-1857). Tio stavelser i varje rad.

J'ai(1) dit(2) à(3) mon(4) cœur(5), à(6) mon(7) fai(8)ble(9) cœur(10):
N'est(1)-ce(2) point(3) as(4)sez(5) d'ai(6)mer(7) sa(8) maî(9)tres(10)se?
Et(1) ne(2) vois(3)-tu(4) pas(5) que(6) chan(7)ger(8) sans(9) ces(10)se,
C'est(1) per(2)dre en(3) dé(4)sirs(5) le(6) temps(7) du(8) bon(9)heur(10)?
- ur La bonne chanson av Paul Verlaine (1844-1896). Fyra stavelser i varje rad.

Un(1) vas(2)te et(3) ten(4)dre
A(1)pai(2)se(3)ment(4)
Sem(1)ble(2) des(3)cen(4)dre
Du(1) fir(2)ma(3)ment(4)
Que(1) l'as(2)tre i(3)ri(4)se...
C'est(1) l'heu(2)re ex(3)qui(4)se.

## Grammatik
Huvudartikel: Fransk grammatik

### Substantiv
Nästan alla substantiv får ändelsen -s i plural. Till exempel homme/hommes "man/män". Ändelsen är stum i modern franska, så man kan säga för talspråkets del att de flesta substantiv saknar pluralböjning. Men numerus framgår ändå nästan alltid även i talad franska genom att artiklar eller liknande småord har en pluralböjning som hörs. Vid bindning uttalas pluraländelsen som tonande s-ljud. En del substantiv som slutar på vokal+u har i stället pluraländelsen -x, till exempel dieu/dieux "gud/gudar"; detta -x har aldrig uttalats "ks" utan har helt enkelt uppstått genom att man i medeltida handskrift utformade bokstaven s på ett särskilt sätt efter u.
En del substantiv, bland annat de flesta på -al, -ail, bildar plural på hörbart sätt: journal/journaux "tidning/tidningar", travail/travaux "arbete/arbeten".
Franskan har två genus: maskulinum och femininum.

### Pronomen
Pronomen är de enda ord som fortfarande har kasusböjning i franskan.
|          | person          | nominativ | ackusativ | dativ | självständigt |
| -------- | --------------- | --------- | --------- | ----- | ------------- |
| singular | 1:a person      | je        | me        | me    | moi           |
| singular | 2:a person      | tu        | te        | te    | toi           |
| singular | 3:e person mask | il        | le        | lui   | lui           |
| singular | 3:e person fem  | elle      | la        | lui   | elle          |
| plural   | 1:a person      | nous (on) | nous      | nous  | nous          |
| plural   | 2:a person      | vous      | vous      | vous  | vous          |
| plural   | 3:e person mask | ils       | les       | leur  | eux           |
| plural   | 3:e person fem  | elles     | les       | leur  | elles         |

Formerna i de tre första kolumnerna är alltid knutna till ett verb: de måste placeras i verbets omedelbara närhet enligt mycket bestämda regler för ordföljd. När de placeras efter verbet skrivs de samman med detta genom bindestreck: Avez-vous couru ? "Har-ni sprungit?" Objektspronomen skall oftast stå före verbet: Je le vois. "Jag honom ser."
De självständiga formerna används när pronomenet inte fungerar som subjekt eller objekt.

### Adjektiv
Adjektivet böjs i femininum med ändelsen -e; vissa adjektiv får även någon liten förändring av stammen. Exempel noir/noire "svart", blanc/blanche "vit". Detta -e är ett schwa-ljud, ett "instabilt e", som uttalas svagt eller inte alls, men det kan göra att slutkonsonanter som är stumma i maskulinum kommer att uttalas i femininum. Ex vert/verte "grön". Pluraländelse är -s som sätts efter respektive genusform, och har samma varianter som substantivens plural-s.
Adjektiven bildar komparativ med ordet plus, fast det finns ett fåtal adjektiv som har särskilda böjningsformer i komparativ, ärvda från latinet. Superlativ bildas genom att komparativformen förses med bestämd artikel.
- vert / plus vert / le plus vert "grön/grönare/grönast".
- bon / meilleur / le meilleur "bra/bättre/bäst".

### Verb
Franskan har en ganska formrik verbböjning:
Det finns ett system för böjning av svaga verb i franskan. Verb kan delas in i två delar: Verbstam och suffix.
Exempel: Verbet "parler" (att tala). "Parl-" är stammen på verbet och "-er" är suffixet.
När man tillämpar tabellen nedan tar man bort suffixet och ersätter det med rätt böjning.
Alla franska verb slutar på antingen -er, -ir eller -re. Dessa tre suffix delas in i varsin grupp: Första, andra och tredje gruppen, där de böjs enligt bestämda regler. Starka verb har även dessa suffix men är undantag för reglerna.
| Pronomen     | ER-verb eller 1:a gruppen | IR-verb eller 2:a gruppen | RE-verb eller 3:e gruppen |
| ------------ | ------------------------- | ------------------------- | ------------------------- |
| Je           | -e                        | -is                       | -s                        |
| Tu           | -es                       | -is                       | -s                        |
| Il, Elle, On | -e                        | -it                       | -                         |
| Nous         | -ons                      | -issons                   | -ons                      |
| Vous         | -ez                       | -issez                    | -ez                       |
| Ils, Elles   | -ent                      | -issent                   | -ent                      |

Dessa verb böjs i passé composé med att man byter ut suffixet mot ett annat. För "er-verb" (eller 1:a gruppen) är det "-é", för "ir-verb" (eller 2:a gruppen) är det "-i" och för "dre-verb" (eller 3:e gruppen) är det "-u". Alla pronomen använder samma suffix i passé composé.
Exempel:
- ER-verb: "Parler" (att tala) blir "parlé" (talade, talat)
- IR-verb: "Finir" (att sluta) blir "fini" (slutade, slutat)
- DRE-verb: "Vendre" (att sälja) blir "vendu" (sålde, sålt)

Infinita former: infinitiv, presens particip och perfekt particip. Participen böjs vanligen som adjektiv; i vissa konstruktioner är de dock oböjliga.
Finita former. Dessa böjs efter subjektets person och numerus.
- Presens. Anger nutid. Formerna kommer från latinets presensformer.
- Imperfekt. Pågående eller upprepad handling i förfluten tid. Formerna från latinets imperfekt.
- Passé simple. Avgränsad enstaka handling i förfluten tid. Former från latinets perfekt. Detta tempus förekommer inte i nutida talspråk - där det har ersatts av perfekt - men är fullt levande i skriven franska av något mer formell/officiell karaktär.
- Futurum. Framtid. Formerna har utvecklats på medeltiden ur en hjälpverbskonstruktion.
- Konditionalis. Motsvarar svenska konstruktioner med "skulle". Formerna har utvecklats på medeltiden ur en hjälpverbskonstruktion.
- Imperativ. Uppmaningar.
- Konjunktiv. Används mest i bisatser i samband med uttryck för vilja, avsikt, känsla, åsikt och liknande. I nutida franska förekommer nästan bara presens konjunktiv (former från latinets presens konjunktiv), som därmed inte längre har tempusbetydelse utan används i både nutid, dåtid och framtid. I äldre skriftspråk (före 1900-talet) användes även imperfekt konjunktiv (former från latinets pluskvamperfekt konjunktiv), och i nutida skriven franska förekommer fortfarande en liten del av dessa former.

Alla ovanstående tempus och modus bildas genom böjning. Utöver dem finns en rad tempus som bildas med hjälpverb, bland annat perfekt och pluskvamperfekt.
Passivum bildas med hjälpverbet être "att vara" + perfekt particip av huvudverbet.

## Ordförråd
Franskan härstammar som nämnt ifrån latinet. Men på grund av betydande ljudförändringar kan de latinska orden vara näst intill oigenkännliga i modern franska. Att många franska ord ändå liknar de latinska beror på att de är så kallade "lärda ord" (mots savants) som lånats efter dessa förändringar. Franskan är antagligen det språk som lånat allra flest ord från latinet. I vissa fall bildar de "folkliga orden" (mots populaires) och de lärda dubbletter, som chose (sak) och cause (causa). I de flesta fall är även de lärda orden till viss del förfranskade. De lärda orden har ofta en mer abstrakt betydelse och är ofta adjektiv.
Till exempel lat: noctem < fr: nuit (natt) - lat: frater < fr: frère (broder).
Men fr: nocturne = nattlig - fr: fraternel= broderlig, fraternité = broderskap.
Merparten av franska ord härstammar från latinet eller har bildats med hjälp av latinska och grekiska ordrötter. Det finns många ordpar där ett ord (oftast substantivet) har ärvts från latinet via fornfranskan och det andra (oftast adjektivet) lånats in från latinet senare och därför gör ett mera formellt intryck. Exempel:
- broder: frère / fraternel
- finger: doigt / digital
- öde: foi / fidèle
- kyla: froid / frigide
- öga: œil / oculaire

Franska ord som har utvecklats från latinet är oftast svårare att känna igen än italienska ord av latinskt ursprung eftersom franskan under sin utveckling från vulgärlatin hade en tendens att reducera den sista obetonade stavelsen eller låta den smälta ihop med närmast följande ord.
Det uppskattas att mindre än 13 % (4 200) av orden i ett vanligt franskt lexikon som Petit Larousse eller Micro-Robert Plus (35 000 ord) är av utländskt ursprung. Cirka 25 % (1 054) av dessa kommer från engelskan och är relativt nyligen inlånade. Från alla andra språk eller språkgrupper är färre än 1 000 ord inlånade vardera, där de största är italienska, germanska språk, gallo-romanska språk, arabiska och tyska.

## Ortografi

### Accent circonflexe
I skriven franska används accent circonflexe (^) (cirkumflex) för att markera att en konsonant, vanligtvis ett 's' i fornfranskan eller latinet har utgått, det ger en svensk läsare möjlighet att känna igen ord som annars uttalsmässigt är oigenkännliga, som âne/åsna.

### Kolon
Kolon föregås alltid av blanksteg.

### Versaler och gemener
Namn på institutioner, organisationer etc. som består av flera ord har normalt skrivits med versal begynnelsebokstav bara i det första ordet och med gemen begynnelsebokstav på alla följande ord. Bruket har på senare tid blivit vacklande. Det förekommer också att alla ord i sammansatta namn skrivs med versal begynnelsebokstav. I motsvarande akronym skrivs alltid alla bokstäverna versalt.

## Franska skrivmaskiner och tangentbord

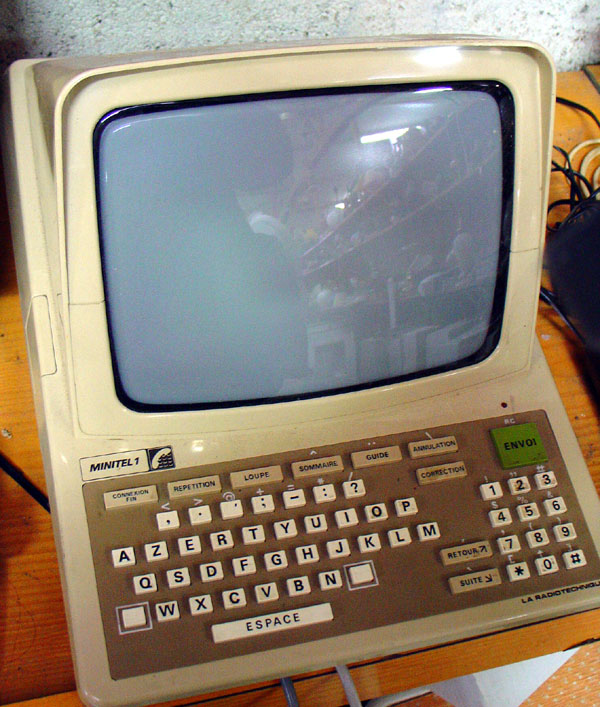
En Minitel-terminal med AZERTY-tangentbord

Skrivmaskinens tangentbord konstruerades från början med utgångspunkt från bokstavsfrekvenserna i det engelska språket. Dessa tangentbord identifieras med de sex första bokstäverna på den översta bokstavsraden, QWERTY. Detta stämmer emellertid dåligt med bokstavsfrekvenserna i det franska språket, och på franska skrivmaskiner disponeras tangenterna på ett annat sätt, som identifieras med AZERTY som de sex första bokstäverna på översta bokstavsraden. Andra vanliga tecken i franska med diakriter (à, ç, é etc) har också fått egna placeringar på diverse tangenter.
I takt med att datorer införts har denna tangentbordslayout bibehållits, och franska datortangentbord använder alltså AZERTY. Dessa tangentbord har också en väsentlig skillnad från till exempel amerikansk och svensk tangentbordslayout beträffande siffertangenterna: 1, 2, 3 etc. kräver att man håller nere skift-tangenten och specialtecknen erhålls genom att trycka på dessa tangenter utan skift, det vill säga tvärtemot det amerikanska och svenska sättet.

## Franska språkets betydelse i Sverige
Franskan var tidigare ett mycket viktigt språk för internationell kommunikation i hela Europa. Franskan var under 1600-talet och framförallt 1700-talet näst efter tyskan det viktigaste främmande språket i Sverige. Man kan säga att franskan var dåtidens engelska. Från den tiden har svenskan en stor mängd franska lånord, särskilt många militära termer och ord för teater, lyxartiklar, konst och kläder. En del personer var till och med rädda för att svenskan skulle "ätas upp" av franskan.
Under 1600-talet invandrade många valloner till Sverige och Sverige fick därmed en kort tid en liten franskspråkig minoritet. 
Diplomaters umgängesspråk har traditionellt varit franska, och för många personalkategorier inom svenska utrikesförvaltningen krävs följaktligen alltjämt goda kunskaper i franska.
"Köksfranska" är kockars fackspråk i Sverige, och i finare sammanhang skrivs alltid matsedeln på franska.